# Jenny Forsberg
Jenny Forsberg, född 28 november 2007, är en svensk backhoppare. Hon representerar Sollentunas backhopparklubb.
Forsberg representerade Sverige i Världsmästerskapen i nordisk skidsport 2025 i Trondheim där hon slutade femtiotrea i kvalet och blev således utslagen eftersom endast fyrtio hoppare tar sig vidare till final. Dessförinnan har hon deltagit i Juniorvärldsmästerskapen i nordisk skidsport både 2024 i Planica och 2025 i Lake Placid med en trettioandra plats som bäst. Tillsammans med den etablerade Frida Westman och de yngre talangerna Larisa Avram och Rickard Nyström satsar Forsberg mot Världsmästerskapen i nordisk skidsport 2027 som går av stapeln i Falun. Forsbergs bästa placering internationellt (2025) är en tolfte plats från Intercontinental Cup (damernas svar på Kontinentalcupen för herrar) från Notodden i december 2023.